# Pitcairnia andreetae
Pitcairnia andreetae är en gräsväxtart som beskrevs av Harry Edward Luther. Pitcairnia andreetae ingår i släktet Pitcairnia och familjen Bromeliaceae. IUCN kategoriserar arten globalt som sårbar. Inga underarter finns listade i Catalogue of Life.